# Peet Stol
Petrus Cornelis "Peet" Stol (ur. 26 stycznia 1880 w Haarlemie, zm. 27 listopada 1956) – holenderski piłkarz występujący na pozycji obrońcy. Zawodnik wystąpił w dwóch spotkaniach reprezentacji Holandii: 30 kwietnia 1905 roku w Antwerpii z Belgią (4:1) i 14 maja 1905 roku w Rotterdamie również z Belgią (4:0). Były to dwa pierwsze spotkania w historii reprezentacji Holandii. Piłkarz grał także w klubie HFC Haarlem.